# Захаров Дмитро Андрійович
Дмитро́ Андрі́йович Заха́ров (нар. 29 жовтня 1994 — 18 жовтня 2016) — матрос Збройних сил України, учасник російсько-української війни.

## Життєпис
Народився 1994 року в селі Новопокровка (Солонянський район, Дніпропетровська область). 2012 року закінчив Новопокровську школу, 2015-го — Дніпровський транспортно-економічний коледж за фахом помічник машиніста. Мешкав у місті Дніпро. Працював охоронцем — у ТОВ «Омега», з весни 2016 року — на «Новій пошті»; захоплювався грою у футбол.
31 серпня 2016 року підписав трирічний контракт на військову службу. Матрос, навідник СПГ 2-го взводу 2-ї роти десантно-штурмового батальйону, 503-й батальйон 36-ї окремої бригади морської піхоти. Пройшов скорочені курси бойової підготовки і злагодження, відбув до зони бойових дій, 16 жовтня був на позиціях під Маріуполем.
18 жовтня 2016 року в передобідню пору загинув на спостережному посту поблизу сіл Лебединське та Водяне (Волноваський район) під час обстрілу позиції ворожою ДРГ з підствольних гранатометів. Дмитро вів до останнього вогонь, намагався придушити вогневі точки противника. Під час перезарядження до окопу, де він перебував, прилетів ВОГ; Дмитро зазнав смертельного поранення в голову.
20 жовтня 2016 року похований у селі Новопокровка з військовими почестями, прощалися майже всім селом.
Без Дмитра лишилися батьки та молодший брат.

## Нагороди та вшанування
- Указом Президента України № 522/2016 від 25 листопада 2016 року «за особисту мужність і високий професіоналізм, виявлені у захисті державного суверенітету та територіальної цілісності України, вірність військовій присязі» — нагороджений орденом «За мужність» III ступеня (посмертно)[1]
- 13 жовтня 2017 року в Новопокровській СШ відкрито меморіальну дошку Дмитрові Захарову.